# Boris Pahor
Boris Pahor (Trieszt, 1913. augusztus 26. – Trieszt, 2022. május 30.) szlovén író, főként a holokauszttal kapcsolatos élményei miatt ismert.
Pahor kiemelkedő alakja az olaszországi szlovén kisebbségnek, akikre hatással volt az olasz fasizmus. Habár a szlovén partizánok tagja volt, elutasította a titói kommunizmust. Kitüntették a francia kormány becsületrendjével, az osztrák kormány tudományos és művészeti becsületkeresztjével, a Szlovén Tudományos és Művészeti Akadémia pedig irodalmi Nobel-díjra jelölte. Visszautasította a "szlovén főváros díszpolgára címet", mondván: az olaszországi szlovén kisebbséget az 1920 és 1947 közötti olasz fasizmus alatt nem támogatta sem a jobb- sem a baloldali szlovén politikai elit úgy, ahogyan kellett volna. Felesége Radoslava Premrl írónő volt (1921–2010), 99 éves korában könyvvel tisztelte meg. Folyékonyan beszélt szlovén, olasz és francia nyelven.

## Fiatalkora, olasz fasizmus
Boris Pahor a szlovén kisebbség tagjaként született Triesztben, mely az Osztrák-Magyar Monarchia legfőbb kikötővárosa és az osztrák tengerpart fővárosa volt akkoriban. Apja Franc Pahor, édesanyja Marija Ambrožič volt. Triesztbe költöztek, ahol apja köztisztviselőként dolgozott.
Az 1920-ban megkötött rapallói szerződés értelmében az Olasz Királysága a volt Osztrák Tengermellék olyan területeit kebelezhette be, ahol jelentős számú szlovén lakosság élt, a terület negyede szlovén etnikumú, és az 1,3 milliós szlovén népesség 327 000 tagját foglalta magába. Az elcsatolás, de főleg Benito Mussolini hatalomra lépése után (1922) megkezdődött az erőszakos olaszosítás, a fasizmus kiterjesztése a szlovén kisebbségre is.
1920-ban olasz feketeingesek felégették a szlovén nemzetiségi házat Triesztben, ennek a fiatal Boris Pahor is szemtanúja volt. Három évvel később a fasiszta rezsim az olasz és német nyelv használatát is betiltotta. 1926 és 1932 között minden horvát, szlovén és német helységnevet, illetve minden család- és keresztnevet olaszosításnak vetettek alá, így pl. jövendőbeli felesége, Radoslava nevét Fransesca-ra változtatták. A fasizmus traumatikus hatással volt a fiatal Pahorra, melyre egy 100. születésnapja előtt készült interjúban így emlékezett:
„…a traumatikus élmény, melyet a szlovén nemzetiségi ház leégetésekor a helyszínen átéltem, hétéves koromban, és a sokkoló érzés, hogy többé nem járhattam szlovén iskolába, lelkileg és pszichológiailag is megviselt…”
Pahor ezt a gyermekkori élményt később egyik regényében (Trg Oberdan) is kifejtette, melyet arról a térről nevezett el, ahol a nemzetiségi ház állt.
Egy olasz nyelvű katolikus szemináriumra iratkozott be Koperben, melyet 1935-ben el is végzett. Ezután Goriziába ment, ahol teológiát tanult. 1936-ban a fasiszták Lojze Bratuž szlovén karnagyot elrabolták, megkínozták, majd karácsony éjjel kivégezték, amiért kórusai továbbra is szlovén nyelven énekeltek. Pahor ezt később megemlítette, elkötelezettsége megerősítéseként az antifasizmus ellen, illetve a szlovén etnikum ügye érdekében ugyanúgy, mint az élethosszig tartó ellenállást mindenféle totalitarizmus ellen a keresztény humanizmus és közösségi érdek nevében. Habár a szlovén nyelv semmilyen nyilvános vagy privát használata nem volt megengedett, és a fasiszta Olaszországban és a Jugoszláv Királyság területén élő szlovének közti kapcsolatot is erőszakkal megszakították, Pahor első, rövid történeteit mégis publikálta több ljubljanai magazinban is „Jožko Ambrožič” álnév alatt (miután Goriziában és Koperben elkezdte tanulni az irodalmi szlovén nyelvet).
1939-től barátságot kötött és kapcsolatban állt Edvard Kocbekkel. Ő vezette be Pahort kortárs irodalmi irányzatokba, és segítette irodalmi szlovén nyelvtudásának fejlesztését. Miután 1938-ban visszatért Triesztbe, kapcsolatba lépett több szlovén értelmiségivel is, akik titokban tevékenykedtek ott, beleértve pl. Stanko Vuk költőt, és a TIGR, antifasiszta szervezet pár tagját.

## Nácizmus, koncentrációs táborok
1940-ben Pahort besorozták az olasz hadseregbe, és Líbiába küldték. 1941-ben Lombardiába helyezték át, ahol katonai tolmácsként dolgozott. Ugyanakkor beiratkozott a Padovai Egyetemre, ahol olasz irodalmat tanult. Az 1943. szeptemberi olasz fegyverszünet után visszatért Triesztbe, amely akkor már náci uralom alatt állt. Néhány héttel később Boris úgy döntött, csatlakozik a tengerparton tevékenykedő szlovén partizánokhoz. Ezeket a heteket 1955-ben a Mesto v zalivu című kötetében írta le, mely egy fiatal, trieszti szlovén értelmiségiről szól, aki kíváncsi, hogy az olasz-szlovén határon a II. világháború ideje alatt milyen személyes és politikai konfrontáció szövődött.
A tengermelléki hazai őrség – helyi szlovén antikommunista és antipartizán, szlovén tengermelléki katonai szervezet, Odilo Globocnik irányítása alatt – 600 gyanús személyt adott át a náciknak, akiket az ellenzékkel való szimpatizálással gyanúsítottak, köztük volt Boris Pahor is. A nácik először Dachauba szállították, ahonnan később Sainte-Marie-aux-Mines (Markirchba), majd Elzászba (Natzweiler-Struthof) küldték. Onnan vissza Dachauba, Mittelbau-Dora-ba, Harzungenbe, és végül Bergen-Belsenbe, melyet 1945. április 15-én szabadítottak föl. A koncentrációs tábori élmények Pahor munkájának legfőbb inspirációi, melyet gyakran hasonlítanak Primo Levi, Kertész Imre és Jorge Semprún munkáihoz. 1945. április és 1946. december között Pahor Villers-sur-Marne-ban, egy francia szanatóriumban gyógyult.

## Szembenállás a kommunizmussal
1946 végén visszatért Triesztbe. 1947-ben diplomázott a Padovai Egyetemen, diplomamunkáját Edvard Kocbek költészetéből írta. Ugyanebben az évben találkozott vele először. Hasonló nézeteket vallottak, mindketten kritizálták a jugoszláv kommunista rezsimet, és szoros barátságot kötöttek, mely egészen Kocbek 1981-es haláláig tartott.
1951-1952-ben Pahor védte Kocbek irodalmi munkásságát a szlovén kommunisták által szervezett támadásoktól, és azok szövetségeseitől Triesztben. Ez elszakadást okozott a helyi baloldali körökben, melyben Pahor 1946 óta vett részt. Közelebb került a liberális demokratákhoz, és 1966-ban Alojz Rebulával együtt, megalapították a "Zaliv" (Az öböl) című folyóiratot, melyben igyekeztek megvédeni a hagyományos demokratikus pluralizmust a kommunista Jugoszlávia totalitárius kulturális rendelkezései ellen.
A Zaliv folyóiratot szlovén nyelven, Triesztben adták ki, ahol az a kommunista Jugoszlávia hatáskörén kívülre esett. Így a Zaliv a demokrata fórumok fontos pillérévé válhatott, amelyben a kommunista Szlovénia sok szakadára fejthette ki véleményét. Pahor 1990-ben felhagyott a folyóirattal, amikor is a Szlovén Demokrata Ellenzék megnyerte az első szabad választásokat a II. világháború után.
1953 és 1975 között, Pahor olasz irodalmi tanársegédként dolgozott egy szlovén nyelvű gimnáziumban Triesztben. Ezalatt az idő alatt aktív tagja volt a AIDLCM (Association internationale des langues et cultures minoritaires) nemzetközi szervezetnek is, amely a kisebbségi nyelvek és kultúrák előremozdítását segítette. Beutazta Európát, felfedezvén a kontinens kulturális sokaságát. Ez a tapasztalat erősítette közösségi és anti-központú nézeteit.
1969-ben ő volt az egyik alapítója a Slovenska levica (szlovén baloldal) politikai pártnak, képviselvén azokat a szlovén olaszországi baloldali szavazókat, akik nem értettek egyet a szlovén titoista csoportok stratégiáival. 1962 után ez a párt egybeolvadt a Szlovén Unió pártjával, melyet Pahor nyilvánosan támogatott.
1975-ben Pahor és Alojz Rebula kiadtak egy könyvet Triesztben, Edvard Kocbek: pričevalec našega časa címmel, majd jött az 1975-ös Zaliv-botrány. Pahort, aki Olaszországban lakott és olasz állampolgár is volt, évekre kitiltották Jugoszláviából. Csak 1981-ben léphetett be az országba, amikor is Kocbek temetésén vett részt. 1989-ben, Ta ocean strašnó odprt című könyvét, melyet Szlovéniában adtak ki, Kocbek emlékének dedikálta. Ez volt az első lépés Kocbek közmegítélésének javításában, a volt kommunista Szlovéniában.

## Késői évek, elismerés

### Elismerései Szlovéniában
Prešeren díj
1990 után Pahort széles körben is elismerték Szlovéniában. 1992-ben elnyerte a Prešeren díjat, mely a legnagyobb elismerés kulturális eredmények terén Szlovéniában. 2009 májusában a Szlovén Tudományos és Művészeti Akadémia teljes jogú tagja lett.
2010 – Dokumentumfilm
2010-ben Trmasti spomin címmel, főműsoridőben a szlovén nemzeti televízióban egy dokumentumfilmet mutattak be, melyben többen is beszélnek Pahorról, beleértve egy szlovén filozófust Párizsból, két történészt Triesztből, a szintén trieszti olasz írót, Claudio Magris-t, francia irodalmi kritikust Antoine Spire-t és sokan másokat.
Tiszteletbeli "ljubljanai polgár" ajánlat
2010-ben, több civil szervezet ajánlotta fel számára hogy a szlovén főváros, Ljubljana tiszteletbeli polgára címet kapjon, azonban a javaslat megrekedt Ljubljana város önkormányzatánál, amely úgy döntött, hogy nem továbbítja a javaslatot a ljubljanai városi tanács szavazására, mivel Pahor ezt nyilvánosan visszautasította, mondván, az olaszországi szlovén kisebbséget az 1920 és 1947 közötti olasz fasizmus alatt nem támogatta sem jobb, sem a bal oldali szlovén politikai elit úgy, ahogyan kellett volna.

### Nemzetközi elismerés
Olasz kiadók nem voltak érdekeltek Pahor munkáinak publikálásában, ameddig azokat német illetve francia nyelvre le nem fordították. Miután Franciaországban és Németországban is elismerték Pahor munkásságát, Olaszországban is elkezdték kiadni műveit, 2007-től kezdődően.
2008-ban adott először interjút a RAI (olasz nemzeti televízió) számára.

### Nemzetközi díjak
2007-ben Pahort a francia kormány becsületrendjével tüntették ki. 2009-ben pedig az osztrák kormány tudományos és művészeti becsületkeresztjével.

## Színházi átdolgozás
2010-ben, Pahor Necropolis című regényéből készült színházi adaptáció, melyet a trieszti, szlovén Boris Kobal rendezett, és a trieszti Teatro Verdi-ben adták elő. Az előadást a szlovén és trieszti polgármester szponzorálta (Roberto Dipiazza és Zoran Janković).
Ez az esemény mérföldkő volt a Triesztben élő szlovénok és olaszok kapcsolatának normalizálódásában. Pahor ezután azt nyilatkozta, végre elsőosztályú trieszti polgárnak érzi magát.

## Eredmények és hatások
1960-tól kezdődően Pahor munkái Jugoszláviában is ismertté váltak, de nagy elismerésre nem számíthatott, a szlovén kommunista rezsimmel való szembenállása miatt. Ezt leszámítva, az egyik legfőbb példája lett a háború utáni szlovén írók új generációjának, beleértve Drago Jančar-t.

## Válogatott munkái
- 1955 Vila ob jezeru (francia, olasz, német és szerb nyelvre lefordítva)
- 1955 Mesto v zalivu (francia és német nyelven)
- 1956 Nomadi brez oaze (német nyelvre fordítva)
- 1959 Kres v pristanu, Grmada v pristanu (olaszra fordítva)
- 1964 Parnik trobi nji (francia, olasz és német nyelven)
- 1967 Nekropola (angol, francia, német, katalán, finn, olasz, szerb, spanyol, holland, horvát, portugál és eszperantó nyelven is elérhető)
- 1975 Zatemnitev (francia és német nyelven)
- 1978 Spopad s pomladjo (francia, olasz, német nyelven is)
- 1984 V labirintu (francia és német nyelvre fordítva)
- 1999 Zibelka sveta (francia, olasz és német nyelven)
- 2003 Zgodba o reki, kripti in dvorljivem golobu (franciául is)
- Letteratura slovena del Litorale: vademecum / Kosovel a Trieste e altri scritti" (olaszra fordítva)
- 2006 Trg Oberdan (németül is)
- 2006 Arrêt sur le Ponte Vecchio, (csak franciául)
- 2004 Blumen für einen Aussätzigen (csak németül)

## Magyar fordításban
- A holokauszt-értelmezés narratív-poétikai mintája[12] (Kertész Imre: Sorstalanság és Boris Pahor: Nekropola) – Piroška Prša diplomamunkája
- Téli éj : mai szlovén elbeszélők[13] – Budapest : Európa, [1970?]; Modern könyvtár sorozat, 187
- Hamukupola[14] – 1973, Tóth Ferenc fordítása [A szlovén irodalom kistükre c. antológia, fordították: Janež Stanko, Ács Károly, Gállos Orsolya, Sády Erzsébet, Stojan Vujičić]
- Orient expressz[15] – 2008, fordította Szilágyi Károly
- Lepke a fogason[16] – Dudás Kálmán
- Mesélek egy tavaszról. Szlovén, szerb és macedón elbeszélők[17] – 2008, fordította és szerkesztette: Szilágyi Károly